# GS Caltex Seoul KIXX
GS Caltex Seoul KIXX (Koreanska: GS칼텍스 서울 KIXX) är en professionell volleybollklubb för damer, baserad i Seoul i Sydkorea. Klubben grundades 1970 och tävlar sedan 2005 på professionell nivå i V-League, vilken är det högsta serien för volleyboll i Sydkorea. Klubbens hemmaarena heter Jangchung Arena och har en kapacitet på 4 507 åskådare. Laget har blivit mästare tre gånger sedan V-League startades 2005.

## Meriter
- Korea Volleyball Super League

Vinnare (9): 1991, 1992, 1993, 1994, 1995, 1996, 1997, 1998, 1999
Finalister (3): 1988, 2000, 2001
- V-League

Vinnare (3): 2007−08, 2013−14, 2020-21
Finalister (3): 2008−09, 2012−13
- KOVO Cup

Vinnare (1): 2013, 2015, 2016

### Internationellt
- AVC Club Volleyball Championship

Vinnare (1): 1999

## Statistik
| GS Caltex Seoul KIXX Volleyball Team | GS Caltex Seoul KIXX Volleyball Team | GS Caltex Seoul KIXX Volleyball Team | GS Caltex Seoul KIXX Volleyball Team | GS Caltex Seoul KIXX Volleyball Team | GS Caltex Seoul KIXX Volleyball Team | GS Caltex Seoul KIXX Volleyball Team | GS Caltex Seoul KIXX Volleyball Team |
| Liga                                 | Säsong                               | Slutspel                             | Grundserie                           | Grundserie                           | Grundserie                           | Grundserie                           | Grundserie                           |
| Liga                                 | Säsong                               | Slutspel                             | Placering                            | SM                                   | VM                                   | FM                                   | P                                    |
| ------------------------------------ | ------------------------------------ | ------------------------------------ | ------------------------------------ | ------------------------------------ | ------------------------------------ | ------------------------------------ | ------------------------------------ |
| V-League                             | 2005                                 | Kvalificerade ej                     | 4                                    | 16                                   | 4                                    | 12                                   | 20                                   |
| V-League                             | 2005–06                              | Kvalificerade ej                     | 5                                    | 28                                   | 6                                    | 22                                   | 6                                    |
| V-League                             | 2006–07                              | Kvalificerade ej                     | 4                                    | 24                                   | 8                                    | 16                                   | 8                                    |
| V-League                             | 2007–08                              | Vinnare                              | 3                                    | 24                                   | 14                                   | 14                                   | 14                                   |
| V-League                             | 2008–09                              | Finalister                           | 1                                    | 28                                   | 19                                   | 9                                    | 19                                   |
| V-League                             | 2009–10                              | Semifinal                            | 3                                    | 28                                   | 16                                   | 12                                   | –                                    |
| V-League                             | 2010–11                              | Kvalificerade ej                     | 5                                    | 24                                   | 4                                    | 20                                   | –                                    |
| V-League                             | 2011–12                              | Kvalificerade ej                     | 6                                    | 30                                   | 10                                   | 20                                   | 33                                   |
| V-League                             | 2012–13                              | Finalister                           | 2                                    | 30                                   | 21                                   | 9                                    | 62                                   |
| V-League                             | 2013–14                              | Vinnare                              | 2                                    | 30                                   | 20                                   | 10                                   | 56                                   |
| V-League                             | 2014–15                              | Kvalificerade ej                     | 5                                    | 30                                   | 8                                    | 22                                   | 28                                   |
| V-League                             | 2015–16                              | Kvalificerade ej                     | 4                                    | 30                                   | 15                                   | 15                                   | 47                                   |
| V-League                             | 2016–17                              | Kvalificerade ej                     | 5                                    | 30                                   | 12                                   | 18                                   | 37                                   |
| V-League                             | 2017–18                              | Kvalificerade ej                     | 4                                    | 30                                   | 14                                   | 16                                   | 40                                   |
| V-League                             | 2018–19                              | Semifinal                            | 3                                    | 30                                   | 18                                   | 12                                   | 52                                   |
| V-League                             | 2019–20                              | Säsongen avbruten                    | 2                                    | 27                                   | 18                                   | 9                                    | 54                                   |
| V-League                             | 2020–21                              | Vinnare                              | 1                                    | 30                                   | 20                                   | 10                                   | 58                                   |